# Hospital Zonal (estación)
La estación Hospital Zonal forma parte del sistema Autobuses Caleta Olivia. Debe su nombre ya que en cercanías se encuentra el Hospital Zonal de la ciudad. Fue inaugurada en 2012.

## Características
Se accede al plataforma mediante una rampa. La parada incluye carteles informativos sobre el servicio y la combinaciones posibles. La parada es cubierta, cuentan con asientos de madera en los dos lados, rampas para facilitar la subida y paredes laterales con el fin de resguardar del viento. 

## Colectivos
Esta estación es operada por las líneas A, B, D y la E.